# Bataille de Hooglede
 (juin 2025).
Améliorez-le ou discutez des points à vérifier. 
Guerre de la Première Coalition
Batailles
La double bataille de Hooglede est un épisode de la guerre de la Première Coalition qui voit s'opposer les troupes autrichiennes à l'armée républicaine française les 10 et 13 juin 1794, près de la ville belge de Hooglede.

## Contexte
La Prusse, la monarchie des Habsbourg, la République néerlandaise, l'Angleterre, l'Espagne et le Piémont ont formé une coalition après l'exécution de Louis XVI. Par la suite, les Alliés, menés par le duc de Cobourg, battent les Français à Neerwinden le 18 mars 1793. Les Pays-Bas du Sud redeviennent autrichiens.
Lazare Carnot lève une grande armée populaire française et passe à l'offensive. Fin avril 1794, les Français atteignent la ville fortifiée d'Ypres, d'une grande importance stratégique pour la défense de la Flandre et du Brabant. Une partie des troupes alliées dirigées par le général Clerfayt s'avance vers Ypres pour soulager la ville. La réaction du général Pichegru ne se fait pas attendre : il envoie deux divisions en contre-attaque. Les deux armées se rencontrent à Hooglede les 10 et 13 juin 1794.

## Déroulement

### Préparatifs
Chez les alliés, le prince de Cobourg avertit le général Clerfayt de se déplacer de Tielt à Ypres le vendredi 6 juin 1794 pour soulager la ville. À la tombée de la nuit, l'occupation des hauteurs de Hooglede par les troupes de Clerfayt est terminée. Chez les Français, le général Pichegru envoie deux divisions depuis son état-major de Zonnebeke vers Hooglede et Roulers : la division Souham (23 100 hommes) et la division Despeaux (10 000 hommes).

### Première bataille (10 juin 1794)
Les armées ennemies se rencontrent vers 14 heures. La brigade Dewinter, qui fait partie de la division Souham, rencontre une résistance considérable près du moulin de Sleihage (nl). L'armée autrichienne les bombarde avec un certain nombre de canons. La brigade Mac-Donald vient à la rescousse et les Autrichiens se replient sur les hauteurs de Hoogleede. La résistance reste féroce et les soldats de Malbrancq n'arrivent pas à temps, ce qui contraint Mac-Donald à retirer sa brigade pour éviter un encerclement. Cela met fin à la première bataille, qui se solde par une défaite pour les Français. La nuit, cependant, quelque chose d'inattendu se produit : le général Clerfayt, ne se sentant pas en confiance, se retire de Hooglede vers Lichtervelde et Torhout. De cette façon, les Français prennent Hooglede sans combattre le mercredi 11 juin.

### Deuxième bataille (13 juin 1794)
Le duc de Cobourg envoie une partie de ses troupes, stationnées sur la Sambre, pour renforcer Clerfayt. Les Alliés attaquent alors Hooglede le vendredi 13 juin, depuis la route qui relie Torhout à Roulers. Clerfayt promet à ses soldats trois jours de solde, et leur donne en plus une triple ration d'eau-de-vie. Le premier affrontement a lieu près du Gitsberg. Devant la détermination des Autrichiens, les artilleurs français se replient sur le village de Hooglede. La colonne Clerfayt avance plus loin, mais est bombardée depuis les vergers et les maisons par toute la brigade Mac-Donald. Au moment où cette brigade risque d'être encerclée, une formidable contre-attaque de la brigade Dewinter est lancée, et les Autrichiens fuient dans la panique.

## Conséquences
Cette deuxième bataille à Hooglede est un grand succès pour les Français. Les Alliés perdent tout espoir de reprendre Ypres. Ils reçoivent ensuite le coup de grâce à Fleurus des mains du général Jourdan. Le Sud tombe aux mains des Français, ce qui signifie la fin des Pays-Bas autrichiens.